# ビル・ピッカリング (小惑星)
ビル・ピッカリング (5738 Billpickering) は軌道が火星と交叉する火星横断小惑星である。パロマー山天文台でエレノア・ヘリンによって発見された。
エレノア・ヘリンが主任となって地球近傍小惑星追跡計画 (NEAT) をすすめたジェット推進研究所の元所長、ウィリアム・ヘイワード・ピッカリングに因んで命名された。